# Meister der Worcester-Kreuztragung
Als Meister der Worcester-Kreuztragung (englisch Master of the Worcester Carrying of the Cross) wird ein namentlich nicht bekannter Maler der Spätgotik bezeichnet, der um 1420 bis 1430 in Bayern oder Franken tätig war.

## Namensgebung, Œuvre und Bedeutung
Der Meister der Worcester-Kreuztragung erhielt seinen Notnamen nach einem Tafelbild mit der Kreuztragung Christi, das sich bis 1956 in der Privatsammlung von Charles H. und Mary F. S. Worcester befand und heute im Art Institute Chicago aufbewahrt wird. Ihm werden auf Basis vom Stilvergleichen zwei Zeichnungen zugeschrieben, eine Verspottung Christi im British Museum und eine Golgatha-Szene im Städel Museum.
Bis heute ist es nicht gelungen, die künstlerische Herkunft des Meisters der Worcester-Kreuztragung zweifelsfrei zu bestimmen. Sein Œuvre verrät Ähnlichkeiten zur Wiener Malerei, weshalb die These aufgestellt wurde, dass er in der Werkstatt des Meisters der St. Lambrechter Votivtafel seine Ausbildung erhalten haben könnte. Neuerdings wird auch Schwaben als künstlerischer Ursprungsort des Meisters der Worcester-Kreuztragung diskutiert.
Auch sein Wirkungsort ist noch Gegenstand der Forschungsdiskussion. Robert Suckale, der sich in zahlreichen Studien mit dem anonymen Maler befasst, argumentierte für einen Werkstattsitz in Regensburg. Zuletzt hat die Forschung Ähnlichkeiten zu gleichzeitig entstandenen Nürnberger Werken hervorgehoben und daher für eine Tätigkeit des Meisters in Franken oder Nürnberg plädiert.
Trotz des nur kleinen erhaltenen Oeuvres und der wenigen bekannten Fakten zum Leben des anonymen Malers muss der Meister der Worcester-Kreuztragung als ein Wegbereiter der künstlerischen Erneuerung im deutschsprachigen Raum um 1430 gesehen werden. Seine ausdrucksstarken und oftmals grausamen Darstellungen haben Maler des 15. und frühen 16. Jahrhunderts in Deutschland und im östlichen Europa stark beeindruckt, und seine Motiverfindungen wurden über lange Zeiträume und weite geographische Distanzen hin von anderen Malern zitiert.

## Werke (Auswahl)
- Worcester-Kreuztragung. (Worcester Carrying of the Cross) Chicago, Art Institute, Worcester Collection[7]
- Verspottung Christi. (Zeichnung), London, British Museum
- Beweinung Christi. (Zeichnung einer Golgatha-Gruppe als Vorstudie mit Maria, Johannes und drei Soldaten). Frankfurt, Städelsches Kunstinstitut, Kupferstichkabinett